# Université des Caraïbes
Cet article propose une liste des universités de la Caraïbe

## Universités publiques

### Antilles

#### Cuba
- Académie des Far Général Máximo Gómez (es) Máximo Gómez à La Havane (Cuba)
- École latino-américaine de médecine (es) à La Havane (Cuba)
- Institut supérieur de Design (es) à La Havane (Cuba)
- Institut supérieur des Arts (es) à La Havane (Cuba)
- Institut supérieur de technologies et sciences appliquées (en) à La Havane (Cuba)
- Institut technique militaire (es) à La Havane (Cuba)
- Université d'agriculture de La Havane (en) Fructuoso Rodríguez Pérez à La Havane (Cuba)
- Université de Camagüey (en) Ignacio Agramonte à Camagüey (Cuba)
- Université de Ciego de Ávila (en) Máximo Gómez à Ciego de Ávila (Cuba)
- Université de Cienfuegos (en) Carlos Rafael Rodríguez à Cienfuegos (Cuba)
- Université de Granma (en) à Bayamo (Cuba)
- Université de Guantánamo (en) à Guantánamo (Cuba)
- Université de Holguín (en) Oscar Lucero Moya à Holguín (Cuba)
- Université de La Havane à La Havane (Cuba)
- Université de Las Tunas (en) à Las Tunas (Cuba)
- Université de l'Île de la Jeunesse (es) Jesús Montané Oropesa à Nueva Gerona (Cuba)
- Université de Matanzas (en) Camilo Cienfuegos à Matanzas (Cuba)
- Université de Pinar del Río (en) Hermanos Saiz Montes de Oca à Pinar del Río (Cuba)
- Université de Sancti Spíritus (en) José Martí à Sancti Spíritus (Cuba)
- Université de Santiago de Cuba (en) à Santiago de Cuba (Cuba)
- Université des sciences informatiques à La Havane (Cuba)
- Université des sciences médicales de Artemisa (es) à Artemisa (Cuba)
- Université des sciences médicales de Ciego de Ávila (es) José Assef Yara à Ciego de Ávila (Cuba)
- Université des sciences médicales de Cienfuegos (en) Raúl Dorticós Torrado à Cienfuegos (Cuba)
- Université des sciences médicales de Granma (es) Celia Sánchez à Manzanillo (Cuba)
- Université des sciences médicales de Las Tunas (es) Zoilo Marinello Vidaurreta à Las Tunas (Cuba)
- Université des sciences médicales de Mayabeque (es) à San José de las Lajas (Cuba)
- Université des sciences médicales de Pinar del Río (es) Che Guevara à Pinar del Río (Cuba)
- Université des sciences médicales de Sancti Spíritus (es) Faustino Pérez (es) à Sancti Spíritus (Cuba)
- Université des sciences pédagogiques (en) Hector Alfredo Pineda Zaldivar à La Havane (Cuba)
- Université de Villa Clara Marta Abreu (en) à Santa Clara (Cuba)
- Université technique de La Havane (es) José Antonio Echeverría à La Havane (Cuba)

#### Haïti
- Université d'État d'Haïti à Port-au-Prince (UEH) (Haïti) et d'autres villes d'Haïti[1]
- Universités Publiques (UP)[1]

#### Porto Rico
- Université de Porto Rico à San Juan (Porto Rico)

#### République dominicaine
- Université autonome de Saint-Domingue à Saint-Domingue (République dominicaine)
- Universidad Instituto Cultural Domínico Americano (en) à Saint-Domingue (République dominicaine)
- Universidad del Caribe (RD) (en) à Saint-Domingue (République dominicaine)

#### Autres
- Université des Indes occidentales
- Université des Antilles et de la Guyane. Cette université a été dissoute en 2014 pour laisser place à l'Université des Antilles et à l'Université de Guyane.
- Université des Antilles, implantée en Martinique et en Guadeloupe

### Antilles

#### Haïti
- Institut des Sciences des Technologies et des Etudes Avancées d’Haiti (ISTEAH)
- Université de la Fondation Aristide (UFA)
- Université antenor Firmin (UNAF)
- Centre d’Etudes Diplomatiques et Internationales – Haiti (CEDI)
- Université Notre Dame d’Haiti (UNDH)
- Université Quisqueya (Quisqueya)
- Université Caraïbe (UC)
- Université de Port-au-Prince (UP)
- Université Queensland d’Haiti (Queensland University)
- Université Royale d’Haïti (URH)
- Université Lumière – Haiti (ULUM)
- Université Episcopale d’Haïti (UNEPH)
- Université Chrétienne du Nord d’Haïti (UCNH)
- Université INUKA (INUKA)
- Université Adventiste d’Haiti (UNAH)
- École Supérieure d’Infotronique d’Haiti (ESIH)
- Université GOC Haïti (UGOG)
- Université Américaine des Sciences Modernes – Haïti (UNASMOH)
- Université Franco-Haitienne du Cap-Haitien (UFCH)
- Université Publique du Nord au Cap-Haitien (UPNCH)
- Université Roi Henri Christophe (URHC)
- Université Chrétienne de la Communauté de Caiman (UCCC)
- Evangelical Theological Seminary of Port-au-Prince
- University of Fondwa (UNIF)
- Université Autonome de Port au Prince (UNAP)
- Université Américaine des Cayes (UAC).
- Université La Pléïade d'Haïti à Port-au-Prince
- Université de Technologie d'Haiti (UNITECH)
- American University of the Caribbean (Haïti)
- Académie Nationale Diplomatique et Consulaire (ANDC) à Port-au-Prince (Haïti)
- Centre de Formation Universitaire International (CFUI)
- Centre universitaire polytechnique d'Haïti à (Haïti)
- Institut universitaire des Sciences de l'Éducation (en) à Haïti
- Initiative Professionnelle d'Entrepreneuriat Social (IPES) - Formation continue
- PAODES-Université à Port-au-Prince (Haïti)
- Université américaine de la Caraïbe à Les Cayes (Haïti)
- Université Caraïbe à Port-au-Prince (Haïti)
- Université chrétienne de la Caraïbe (UCC) à Gonaïves (Haïti)
- Université de la Communauté Chrétienne de Caïman à Pignon (Haïti)
- Université de Port-au-Prince à Port-au-Prince (Haïti)
- Université Joseph Lafortune (Haïti)
- Université Mont Everest D’Haïti (UMED’H)

- Université Internationale D'Hispaniola (UNIDHI)à Delmas, Haiti

#### Jamaïque
- Université de la Caraïbe du nord à Mandeville (Jamaïque)

#### Porto Rico
- Universidad del Este (en) à Carolina (Porto Rico)
- Universidad del Turabo (en) à Gurabo (Porto Rico)
- Universidad Metropolitana (en) à San Juan (Porto Rico)

En 2019, ces trois universités privées ont perdu leur identité propre pour former l'Université Ana G. Méndez (en).
- Université adventiste des Antilles à Mayagüez (Porto Rico)
- Université américaine de Porto Rico (en) à Bayamón (Porto Rico)

#### République dominicaine
- Institut Stevens de technologie internationale (en) à Saint-Domingue (République dominicaine)
- Université adventiste dominicaine (en) à Bonao (République dominicaine)
- Université APEC (en) à Saint-Domingue (République dominicaine)
- Université catholique de Saint-Domingue (en) à Saint-Domingue (République dominicaine)
- Université centrale de l'Est (en) à San Pedro de Macorís (République dominicaine)
- Université d'Organisaion et Méthode (en) à Saint-Domingue (République dominicaine)
- Université expérimentale Félix Adam (en) à Saint-Domingue (République dominicaine)
- Université technologique de Santiago à Santiago de los Caballeros (République dominicaine)

#### Trinité-et-Tobago
- Université de la Caraïbe du sud à Port-d'Espagne (Trinité-et-Tobago)